# Пряслино
Пряслино — деревня в Плюсском районе Псковской области. Входит в сельское поселение Плюсская волость.

## География
Деревня расположена в 10 км к северо-востоку от районного центра — посёлка Плюсса, у железной дороги Псков — Плюсса — Луга.

## Население
Численность населения деревни по оценке на конец 2000 года составляла 21 житель, по переписи 2002 года — 12 человек.
2016 год — население 1 человек и 16 дачников.